# 畑耕一 (バレーボール)
畑 耕一（はた こういち、1974年1月18日 - ）は、日本の元男子バレーボール選手。

## 来歴
京都府京都市出身。花園高校、法政大出身。
1996年、法大監督の勧めで住友金属ギラソールへ入部。同年度の実業団リーグ（現チャレンジリーグ）優勝に貢献、Vリーグ（現プレミアリーグ）昇格を果たす。しかし、母体の都合でギラソールは1998年3月付で廃部となった。
他の選手がクラブチーム「福岡ワンダーズ」を立ち上げ活動している中、畑は移籍を決意したがなかなかチームが見つからなかった。そこへくまもと未来国体に向けて強化していた財団法人熊本県スポーツ振興事業団から声がかかる。1999年、（財）熊本県スポーツ振興事業団に国体までの短期契約で入社する。熊本県成年選抜として国体バレーに出場し、4位入賞した。
2000年、国体での活躍が認められJTサンダーズに入部した。2001年には黒鷲旗制覇に貢献、同年の国体では広島県成年選抜として優勝に貢献した。
2002年4月、現役引退し、JT（日本たばこ産業）を退社、その後は家業を継いだ。

## 所属チーム
- 花園高等学校
- 法政大学
- 住友金属ギラソール（1996-1998年）
- 熊本県成年男子（1999年）
- JTサンダーズ（2000-2002年）